# Parametri orbitali della Terra
La Terra orbita ad una distanza media dal Sole di 149 500 000 km, con un perielio di 147 098 290 km (corrispondente a 0,98329134 UA), ed un afelio di 152 098 232 km (corrispondente a 1,01671388 UA), perciò ha un'eccentricità di 0,01671123.
Si muove lungo una circonferenza orbitale di 924 375 700 km e la compie in 1,000017421 anni (365,256363004 giorni), con una velocità media di circa 29,78 km/s (107 200 km/h).
L'inclinazione rispetto all'equatore del Sole è di 7,155°